# DecoTurf

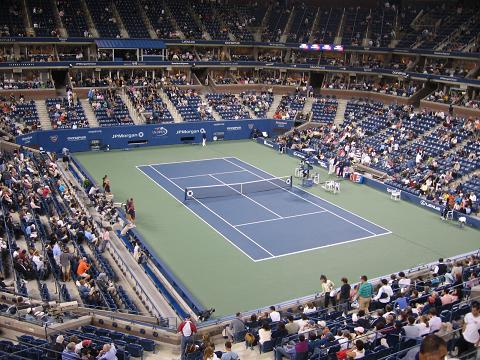
Sân vận động Arthur Ashe, giải Mỹ Mở rộng trên mặt sân Decoturf.

DecoTurf là sân quần vợt cứng có các lớp sân được làm từ acrylic, cao su tự nhiên, silica, và một số vật liệu khác trên lớp nhựa đường hoặc bê tông chính. Nó được sản xuất bởi California Products Corporation, trụ sở tại Andover, Massachusetts.
Bề mặt này được sử dụng ở một số giải đấu:
- Giải vô địch quần vợt Dubai
- Canada Masters
- Cincinnati Masters
- Mỹ Mở rộng
- Trung Quốc Mở rộng
- Nhật Bản Mở rộng
- Thượng Hải Masters

DecoTurf đã từng được sử dụng tại Thế vận hội Mùa hè 2008 ở Bắc Kinh, Trung Quốc và Thế vận hội Mùa hè 2004 ở Athens, Hy Lạp, cũng như Paralympic Games tại 2 kỳ thế vận hội trên.